# Borussia Verein für Leibesübungen 1900 Mönchengladbach 1971-1972
Questa voce raccoglie le informazioni riguardanti il Borussia Verein für Leibesübungen 1900 Mönchengladbach nelle competizioni ufficiali della stagione 1971-1972.

## Stagione
Nella stagione 1971-1972 il Borussia Mönchengladbach, allenato da Hennes Weisweiler, concluse il campionato di Bundesliga al 3º posto con un totale di 18 vittorie, 7 pareggi e 9 sconfitte. Il capocannoniere della squadra fu Jupp Heynckes con 19 gol. In Coppa dei Campioni il Borussia Mönchengladbach fu eliminato agli ottavi di finale dall'Inter, dopo aver perso per 4-2 a Milano e pareggiato 0-0 a Berlino nella ripetizione della gara di andata. Nella prima gara di andata, passata alla storia come "Partita della lattina" il Borussia si era imposto per 7-1 ma il risultato non era stato omologato dalla UEFA.

## Rosa
| N. |                     | Ruolo | Calciatore           |
| -- | ------------------- | ----- | -------------------- |
|    | Germania (bandiera) | P     | Wolfgang Kleff       |
|    | Germania (bandiera) | P     | Gregor Quasten       |
|    | Germania (bandiera) | P     | Bernd Schrage        |
|    | Germania (bandiera) | D     | Hartwig Bleidick     |
|    | Germania (bandiera) | D     | Heinz Michallik      |
|    | Germania (bandiera) | D     | Ludwig Müller        |
|    | Germania (bandiera) | D     | Klaus-Dieter Sieloff |
|    | Germania (bandiera) | D     | Berti Vogts          |
|    | Germania (bandiera) | D     | Hans-Jürgen Wittkamp |
|    | Germania (bandiera) | D     | Heinz Wittmann       |
|    | Germania (bandiera) | C     | Rainer Bonhof        |
|    | Germania (bandiera) | C     | Dietmar Danner       |
|    | Germania (bandiera) | C     | Christian Kulik      |

| N. |                      | Ruolo | Calciatore         |
| -- | -------------------- | ----- | ------------------ |
|    | Germania (bandiera)  | C     | Rainer Malzkorn    |
|    | Germania (bandiera)  | C     | Günter Netzer      |
|    | Germania (bandiera)  | C     | Ulrich Surau       |
|    | Germania (bandiera)  | C     | Herbert Wimmer     |
|    | Germania (bandiera)  | C     | Hans-Jürgen Wloka  |
|    | Germania (bandiera)  | C     | Siegfried Zoppke   |
|    | Germania (bandiera)  | A     | Robert Fahrian     |
|    | Germania (bandiera)  | A     | Hans-Jürgen Greven |
|    | Germania (bandiera)  | A     | Jupp Heynckes      |
|    | Danimarca (bandiera) | A     | Ulrik le Fevre     |
|    | Germania (bandiera)  | A     | Wilfried Stevens   |
|    | Germania (bandiera)  | A     | Peter Wloka        |

## Calciomercato

### Sessione estiva
| Acquisti | Acquisti             | Acquisti             | Acquisti |
| R.       | Nome                 | da                   | Modalità |
| -------- | -------------------- | -------------------- | -------- |
| C        | Dietmar Danner       | VfR Mannheim         |          |
| C        | Christian Kulik      | Alemannia Aquisgrana |          |
| D        | Heinz Michallik      | Gütersloh            |          |
| C        | Ulrich Surau         | Alemannia Aquisgrana |          |
| D        | Hans-Jürgen Wittkamp | Schalke 04           |          |

| Cessioni | Cessioni       | Cessioni     | Cessioni |
| R.       | Nome           | a            | Modalità |
| -------- | -------------- | ------------ | -------- |
| D        | Werner Adler   | Karlsruhe    |          |
| C        | Peter Dietrich | Werder Brema |          |
| A        | Horst Köppel   | Stoccarda    |          |
| A        | Herbert Laumen | Werder Brema |          |

## Risultati

### Bundesliga

#### Girone di andata
| Arbitro: | Riegg |

|          |           |  |
| Bitz 71’ | Marcatori |  |

| Arbitro: | Basedow |

|                                                    |           |               |
| Heynckes 33’, 37’ Netzer 39’, 87’ (rig.) Fevre 67’ | Marcatori | 60’ Kasperski |

| Arbitro: | Tschenscher |

|  |           |                        |
|  | Marcatori | 34’ Heynckes 70’ Wloka |

| Mönchengladbach 1º settembre 1971, ore 20:00 CET 4ª giornata | Borussia M'gladbach | 0 – 0 referto | Stoccarda | Bökelbergstadion (22 000 spett.)\| Arbitro: \| Horstmann \| |
| Arbitro:                                                     | Horstmann           |               |           |                                                             |

| Arbitro: | Ohmsen |

|                     |           |  |
| Roth 27’ Hoeneß 31’ | Marcatori |  |

| Arbitro: | Biwersi |

|                                           |           |  |
| Netzer 18’ (rig.) Bonhof 45’ Wittkamp 57’ | Marcatori |  |

| Arbitro: | Bonacker |

|            |           |                                                  |
| Wunder 59’ | Marcatori | 15’, 53’ Müller 27’ Wloka 70’ Heynckes 84’ Fevre |

| Arbitro: | Aldinger |

|            |           |  |
| Netzer 75’ | Marcatori |  |

| Arbitro: | Schulenburg |

|                                               |           |                           |
| Hemmersbach 15’ Flohe 44’ Scheermann 47’, 80’ | Marcatori | 21’, 68’ Netzer 42’ Fevre |

| Arbitro: | Lutz |

|                                                                                |           |                        |
| Müller 22’ (rig.) Wittkamp 30’ Danner 63’, 70’ Heynckes 81’ (rig.), 89’ (rig.) | Marcatori | 1’ Konca 64’ Grabowski |

| Dortmund 16 ottobre 1971, ore 15:30 CET 11ª giornata | Borussia Dortmund | 0 – 0 referto | Borussia M'gladbach | Stadio Rote Erde (28 000 spett.)\| Arbitro: \| Eschweiler \| |
| Arbitro:                                             | Eschweiler        |               |                     |                                                              |

| Arbitro: | Schröck |

|                                                                    |           |  |
| Heynckes 4’, 29’ Netzer 6’ (rig.), 64’ Bleidick 23’ Fevre 36’, 52’ | Marcatori |  |

| Arbitro: | Meuser |

|  |           |                        |
|  | Marcatori | 32’ Heynckes 36’ Kulik |

| Arbitro: | Tschenscher |

|                                                                 |           |                           |
| Sieloff 40’ (rig.) Wloka 43’ Heynckes 55’ Danner 59’ Wimmer 66’ | Marcatori | 57’ Varga 78’ (rig.) Horr |

| Arbitro: | Berner |

|                    |           |              |
| Grzyb 52’ Bäse 71’ | Marcatori | 42’ Heynckes |

| Arbitro: | Seiler |

|                                                      |           |                          |
| Kulik 49’ Netzer 57’ Wimmer 70’ Bonhof 72’ Fevre 90’ | Marcatori | 3’ Hollmann 26’ Hoffmann |

| Arbitro: | Betz |

|                          |           |                       |
| Hasebrink 65’ Laumen 73’ | Marcatori | 39’ Sieloff 47’ Kulik |

#### Girone di ritorno
| Arbitro: | Geng |

|                              |           |          |
| Netzer 47’ (rig.) Danner 70’ | Marcatori | 20’ Vogt |

| Arbitro: | Picker |

|                             |           |                                    |
| Roggensack 43’ Słomiany 52’ | Marcatori | 51’ Vogts 63’ Sieloff 88’ Heynckes |

| Arbitro: | Dittmer |

|           |           |             |
| Kulik 79’ | Marcatori | 29’ Walitza |

| Arbitro: | Basedow |

|  |           |              |
|  | Marcatori | 52’ Heynckes |

| Arbitro: | Schulenburg |

|                  |           |                        |
| Heynckes 4’, 20’ | Marcatori | 23’ Schneider 47’ Roth |

| Arbitro: | Seiler |

|                       |           |  |
| Keller 41’ Weller 61’ | Marcatori |  |

| Arbitro: | Aldinger |

|                                   |           |  |
| Wimmer 53’ Heynckes 55’ Fevre 84’ | Marcatori |  |

| Arbitro: | Betz |

|            |           |  |
| Seeler 25’ | Marcatori |  |

| Arbitro: | Biwersi |

|                                 |           |  |
| Netzer 28’ Fevre 75’ Wimmer 85’ | Marcatori |  |

| Arbitro: | Basedow |

|                                        |           |  |
| Grabowski 23’ Heese 59’ Hölzenbein 66’ | Marcatori |  |

| Arbitro: | Horstmann |

|                                                                  |           |            |
| Fevre 20’, 76’ Netzer 28’ (rig.), 48’, 52’ Wimmer 55’ Danner 80’ | Marcatori | 67’ Bücker |

| Arbitro: | Herden |

|                  |           |            |
| Lütkebohmert 54’ | Marcatori | 42’ Netzer |

| Arbitro: | Pfleiderer |

|            |           |                     |
| Netzer 40’ | Marcatori | 10’ Geye 66’ Herzog |

| Arbitro: | Roth |

|                        |           |              |
| Hermandung 1’ Beer 33’ | Marcatori | 80’ Heynckes |

| Arbitro: | Klauser |

|                                          |           |               |
| Sieloff 37’ Wittkamp 54’, 83’ Wimmer 87’ | Marcatori | 68’ Gersdorff |

| Arbitro: | Fork |

|  |           |                                                       |
|  | Marcatori | 5’ Heynckes 40’ Wittkamp 69’ Wimmer 87’ (rig.) Netzer |

| Arbitro: | Schröck |

|                          |           |                        |
| Heynckes 2’ Wittkamp 35’ | Marcatori | 50’ Dietrich 59’ Weist |

### Coppa di Germania
| Arbitro: | Hilker |

|  |           |                                         |
|  | Marcatori | 17’ (rig.) Sieloff 41’ Wimmer 80’ Fevre |

| Arbitro: | Merboth |

|                                                |           |                                |
| Wimmer 10’ Wittkamp 32’ Danner 34’ Sieloff 48’ | Marcatori | 57’ (aut.) Surau 82’ Strelczyk |

| Arbitro: | Biwersi |

|                                                     |           |                      |
| Fevre 16’ Bonhof 62’ Wittkamp 69’ Nickel 75’ (aut.) | Marcatori | 47’ Nickel 49’ Konca |

| Arbitro: | Redelfs |

|                                         |           |                         |
| Weidle 31’ Grabowski 61’ Hölzenbein 75’ | Marcatori | 35’ Heynckes 81’ Netzer |

| Arbitro: | Ohmsen |

|                               |           |                  |
| Fevre 72’ Heynckes 76’ (rig.) | Marcatori | 11’, 48’ Fischer |

| Arbitro: | Frickel |

|            |           |  |
| Scheer 88’ | Marcatori |  |

### Coppa dei Campioni
| Arbitro: | Schaut |

|  |           |                                           |
|  | Marcatori | 5’, 30’ Wloka 19’ Heynckes 32’, 39’ Fevre |

| Arbitro: | Krňávek |

|                        |           |             |
| Sieloff 60’ Wimmer 82’ | Marcatori | 32’ Dennehy |

| Arbitro: | Scheurer |

|                                               |           |                        |
| Bellugi 10’ Boninsegna 13’ Costa 58’ Ghio 90’ | Marcatori | 38’ Fevre 89’ Wittkamp |

| Berlino 1º dicembre 1971, ore 20:15 CET Ottavi di finale - ritorno | Borussia M'gladbach | 0 – 0 referto | Inter | Stadio Olimpico (84 561 spett.)\| Arbitro: \| Taylor \| |
| Arbitro:                                                           | Taylor              |               |       |                                                         |

## Statistiche

### Statistiche di squadra
| Competizione       | Punti | In casa | In casa | In casa | In casa | In casa | In casa | In trasferta | In trasferta | In trasferta | In trasferta | In trasferta | In trasferta | Totale | Totale | Totale | Totale | Totale | Totale | DR  |
| Competizione       | Punti | G       | V       | N       | P       | Gf      | Gs      | G            | V            | N            | P            | Gf           | Gs           | G      | V      | N      | P      | Gf     | Gs     | DR  |
| ------------------ | ----- | ------- | ------- | ------- | ------- | ------- | ------- | ------------ | ------------ | ------------ | ------------ | ------------ | ------------ | ------ | ------ | ------ | ------ | ------ | ------ | --- |
| Bundesliga         | 43    | 17      | 12      | 4       | 1       | 57      | 17      | 17           | 6            | 3            | 8            | 25           | 23           | 34     | 18     | 7      | 9      | 82     | 40     | +42 |
| Coppa di Germania  | -     | 3       | 2       | 1       | 0       | 10      | 6       | 3            | 1            | 0            | 2            | 5            | 4            | 6      | 3      | 1      | 2      | 15     | 10     | +5  |
| Coppa dei Campioni | -     | 2       | 1       | 1       | 0       | 2       | 1       | 2            | 1            | 0            | 1            | 7            | 4            | 4      | 2      | 1      | 1      | 9      | 5      | +4  |
| Totale             | 43    | 22      | 15      | 6       | 1       | 69      | 24      | 22           | 8            | 3            | 11           | 37           | 31           | 44     | 23     | 9      | 12     | 106    | 55     | +51 |

### Andamento in campionato
| Giornata  | 1  | 2 | 3 | 4 | 5 | 6 | 7 | 8 | 9 | 10 | 11 | 12 | 13 | 14 | 15 | 16 | 17 | 18 | 19 | 20 | 21 | 22 | 23 | 24 | 25 | 26 | 27 | 28 | 29 | 30 | 31 | 32 | 33 | 34 |
| --------- | -- | - | - | - | - | - | - | - | - | -- | -- | -- | -- | -- | -- | -- | -- | -- | -- | -- | -- | -- | -- | -- | -- | -- | -- | -- | -- | -- | -- | -- | -- | -- |
| Luogo     | T  | C | T | C | T | C | T | C | T | C  | T  | C  | T  | C  | T  | C  | T  | C  | T  | C  | T  | C  | T  | C  | T  | C  | T  | C  | T  | C  | T  | C  | T  | C  |
| Risultato | P  | V | V | N | P | V | V | V | P | V  | N  | V  | V  | V  | P  | V  | N  | V  | V  | N  | V  | N  | P  | V  | P  | V  | P  | V  | N  | P  | P  | V  | V  | N  |
| Posizione | 12 | 7 | 3 | 4 | 9 | 5 | 3 | 3 | 4 | 4  | 4  | 3  | 3  | 3  | 3  | 3  | 3  | 3  | 3  | 3  | 3  | 3  | 3  | 3  | 3  | 3  | 3  | 3  | 3  | 3  | 3  | 3  | 3  | 3  |

Legenda:

Luogo: C = Casa; T = Trasferta. Risultato: V = Vittoria; N = Pareggio; P = Sconfitta.

### Statistiche dei giocatori
| Giocatore      | Bundesliga | Bundesliga | Bundesliga  | Bundesliga | Coppa di Germania | Coppa di Germania | Coppa di Germania | Coppa di Germania | Coppa dei Campioni | Coppa dei Campioni | Coppa dei Campioni | Coppa dei Campioni | Totale   | Totale | Totale      | Totale     |
| Giocatore      | Presenze   | Reti       | Ammonizioni | Espulsioni | Presenze          | Reti              | Ammonizioni       | Espulsioni        | Presenze           | Reti               | Ammonizioni        | Espulsioni         | Presenze | Reti   | Ammonizioni | Espulsioni |
| -------------- | ---------- | ---------- | ----------- | ---------- | ----------------- | ----------------- | ----------------- | ----------------- | ------------------ | ------------------ | ------------------ | ------------------ | -------- | ------ | ----------- | ---------- |
| H. Bleidick    | 27         | 1          | 0           | 0          | 4                 | 0                 | 0                 | 0                 | 3                  | 0                  | 0                  | 0                  | 34       | 1      | 0           | 0          |
| R. Bonhof      | 33         | 2          | 0           | 0          | 5                 | 1                 | 0                 | 0                 | 4                  | 0                  | 0                  | 0                  | 42       | 3      | 0           | 0          |
| D. Danner      | 32         | 5          | 0           | 0          | 6                 | 1                 | 0                 | 0                 | 2                  | 0                  | 0                  | 0                  | 40       | 6      | 0           | 0          |
| R. Fahrian     | 0          | 0          | 0           | 0          | 0                 | 0                 | 0                 | 0                 | 0                  | 0                  | 0                  | 0                  | 0        | 0      | 0           | 0          |
| U. Fevre       | 30         | 10         | 0           | 0          | 6                 | 3                 | 0                 | 0                 | 4                  | 3                  | 0                  | 0                  | 40       | 16     | 0           | 0          |
| A. Fuhrmann    | 0          | 0          | 0           | 0          | 0                 | 0                 | 0                 | 0                 | 0                  | 0                  | 0                  | 0                  | 0        | 0      | 0           | 0          |
| H. Greven      | 0          | 0          | 0           | 0          | 1                 | 0                 | 0                 | 0                 | 0                  | 0                  | 0                  | 0                  | 1        | 0      | 0           | 0          |
| J. Heynckes    | 31         | 19         | 0           | 0          | 5                 | 2                 | 0                 | 0                 | 4                  | 1                  | 0                  | 0                  | 40       | 22     | 0           | 0          |
| H. Jensen      | 0          | 0          | 0           | 0          | 0                 | 0                 | 0                 | 0                 | 0                  | 0                  | 0                  | 0                  | 0        | 0      | 0           | 0          |
| W. Kleff       | 34         | 0          | 0           | 0          | 6                 | 0                 | 0                 | 0                 | 4                  | 0                  | 0                  | 0                  | 44       | 0      | 0           | 0          |
| H. Klinkhammer | 0          | 0          | 0           | 0          | 0                 | 0                 | 0                 | 0                 | 0                  | 0                  | 0                  | 0                  | 0        | 0      | 0           | 0          |
| C. Kulik       | 23         | 4          | 0           | 0          | 6                 | 0                 | 0                 | 0                 | 2                  | 0                  | 0                  | 0                  | 31       | 4      | 0           | 0          |
| R. Malzkorn    | 0          | 0          | 0           | 0          | 0                 | 0                 | 0                 | 0                 | 0                  | 0                  | 0                  | 0                  | 0        | 0      | 0           | 0          |
| H. Michallik   | 10         | 0          | 0           | 0          | 3                 | 0                 | 0                 | 0                 | 0                  | 0                  | 0                  | 0                  | 13       | 0      | 0           | 0          |
| L. Müller      | 14         | 3          | 0           | 0          | 0                 | 0                 | 0                 | 0                 | 4                  | 0                  | 0                  | 0                  | 18       | 3      | 0           | 0          |
| G. Netzer      | 28         | 17         | 0           | 0          | 4                 | 1                 | 0                 | 0                 | 4                  | 0                  | 0                  | 0                  | 36       | 18     | 0           | 0          |
| G. Quasten     | 0          | 0          | 0           | 0          | 0                 | 0                 | 0                 | 0                 | 0                  | 0                  | 0                  | 0                  | 0        | 0      | 0           | 0          |
| S. Rosenthal   | 0          | 0          | 0           | 0          | 0                 | 0                 | 0                 | 0                 | 0                  | 0                  | 0                  | 0                  | 0        | 0      | 0           | 0          |
| B. Rupp        | 0          | 0          | 0           | 0          | 0                 | 0                 | 0                 | 0                 | 0                  | 0                  | 0                  | 0                  | 0        | 0      | 0           | 0          |
| B. Schrage     | 0          | 0          | 0           | 0          | 0                 | 0                 | 0                 | 0                 | 0                  | 0                  | 0                  | 0                  | 0        | 0      | 0           | 0          |
| K. Sieloff     | 25         | 4          | 0           | 0          | 4                 | 2                 | 0                 | 0                 | 4                  | 1                  | 0                  | 0                  | 33       | 7      | 0           | 0          |
| W. Stevens     | 0          | 0          | 0           | 0          | 0                 | 0                 | 0                 | 0                 | 0                  | 0                  | 0                  | 0                  | 0        | 0      | 0           | 0          |
| U. Stielike    | 0          | 0          | 0           | 0          | 0                 | 0                 | 0                 | 0                 | 0                  | 0                  | 0                  | 0                  | 0        | 0      | 0           | 0          |
| U. Surau       | 14         | 0          | 0           | 0          | 4                 | 0                 | 0                 | 0                 | 0                  | 0                  | 0                  | 0                  | 18       | 0      | 0           | 0          |
| B. Vogts       | 19         | 1          | 0           | 0          | 2                 | 0                 | 0                 | 0                 | 3                  | 0                  | 0                  | 0                  | 24       | 1      | 0           | 0          |
| H. Wimmer      | 29         | 7          | 0           | 1          | 5                 | 2                 | 0                 | 0                 | 4                  | 1                  | 0                  | 0                  | 38       | 10     | 0           | 1          |
| H. Wittkamp    | 29         | 6          | 0           | 0          | 6                 | 2                 | 0                 | 0                 | 4                  | 1                  | 0                  | 0                  | 39       | 9      | 0           | 0          |
| H. Wittmann    | 1          | 0          | 0           | 0          | 0                 | 0                 | 0                 | 0                 | 0                  | 0                  | 0                  | 0                  | 1        | 0      | 0           | 0          |
| H. Wloka       | 19         | 3          | 0           | 0          | 2                 | 0                 | 0                 | 0                 | 3                  | 2                  | 0                  | 0                  | 24       | 5      | 0           | 0          |
| P. Wloka       | 0          | 0          | 0           | 0          | 2                 | 0                 | 0                 | 0                 | 0                  | 0                  | 0                  | 0                  | 2        | 0      | 0           | 0          |
| S. Zoppke      | 3          | 0          | 0           | 0          | 0                 | 0                 | 0                 | 0                 | 0                  | 0                  | 0                  | 0                  | 3        | 0      | 0           | 0          |